# Sunset Hills
Sunset Hills är en ort i St. Louis County i Missouri. Vid 2010 års folkräkning hade Sunset Hills 8 496 invånare.